# سنجاب کوتوله وبر
سنجاب کوتوله وبر (نام علمی: Prosciurillus weberi) نام یک گونه از تیره سنجاب است.